# Ležiachov
Ležiachov je obec na Slovensku v okrese Martin.

## Historie
První písemná zmínka o obci pochází z roku 1252. Koncem 18. století patřila obec Uherské královské komoře a v 19. století se stala součástí uherské Studijního fondu, ze kterého vznikla Trnavská univerzita (později přesunuta do Budapešti).

### Vývoj názvu obce
- 1534 – Lesako
- 1773 – Lezsjacho, Lezjacho
- 1786 – Lezsjacho
- 1808 – Lezsáchó, Lesachó, Ležjáchow, Ležáchow
- 1863 – Lezsiachó
- 1873–1877, 1892–1907 – Lezsjachó
- 1882–1888 – Lezsjahó
- 1913 – Lezsá
- 1920 – Ležiachovo
- 1927 – Ležiachov

## Geografie
Obec se nachází v nadmořské výšce 441 metrů a rozkládá se na ploše 4,42 km². K 31. prosinci roku 2017 žilo v obci 160 obyvatel.

## Stavby
V obci se nachází římskokatolický kostel sv. Jána Krstiteľa z roku 1811.

## Rodáci
- Adriána Ferenčíková (* 1940) – vědecká pracovnice Jazykovedného ústavu Ľudovita Štúra SAV, lektorka slovenského jazyka na Orientální institutu v Neapoli a na univerzitě v Římě.
- Josef Országh (* 1836) – podnikatel, obchodník, statkář, účastník zahraničního československého odboje v Rusku, spolupracovník Národní rady Československa.